# Kommunikationscast
Kommunikationscast var et dansksproget og ugentligt podcast om kommunikation, der blev produceret af Katrine Emme Thielke og Mikkel Westerkam. Den første podcast blev lagt på nettet d. 30. marts 2007. Kommunikationscast stoppede efter 169 udgaver i juli 2010. Siden er der dog kommet en enkelt "ekstraudgave".

## Link
- Kommunikationscast

| Internet | Spire Denne internet-relaterede artikel er en spire som bør udbygges. Du er velkommen til at hjælpe Wikipedia ved at udvide den. |